# George Howard (Militär)

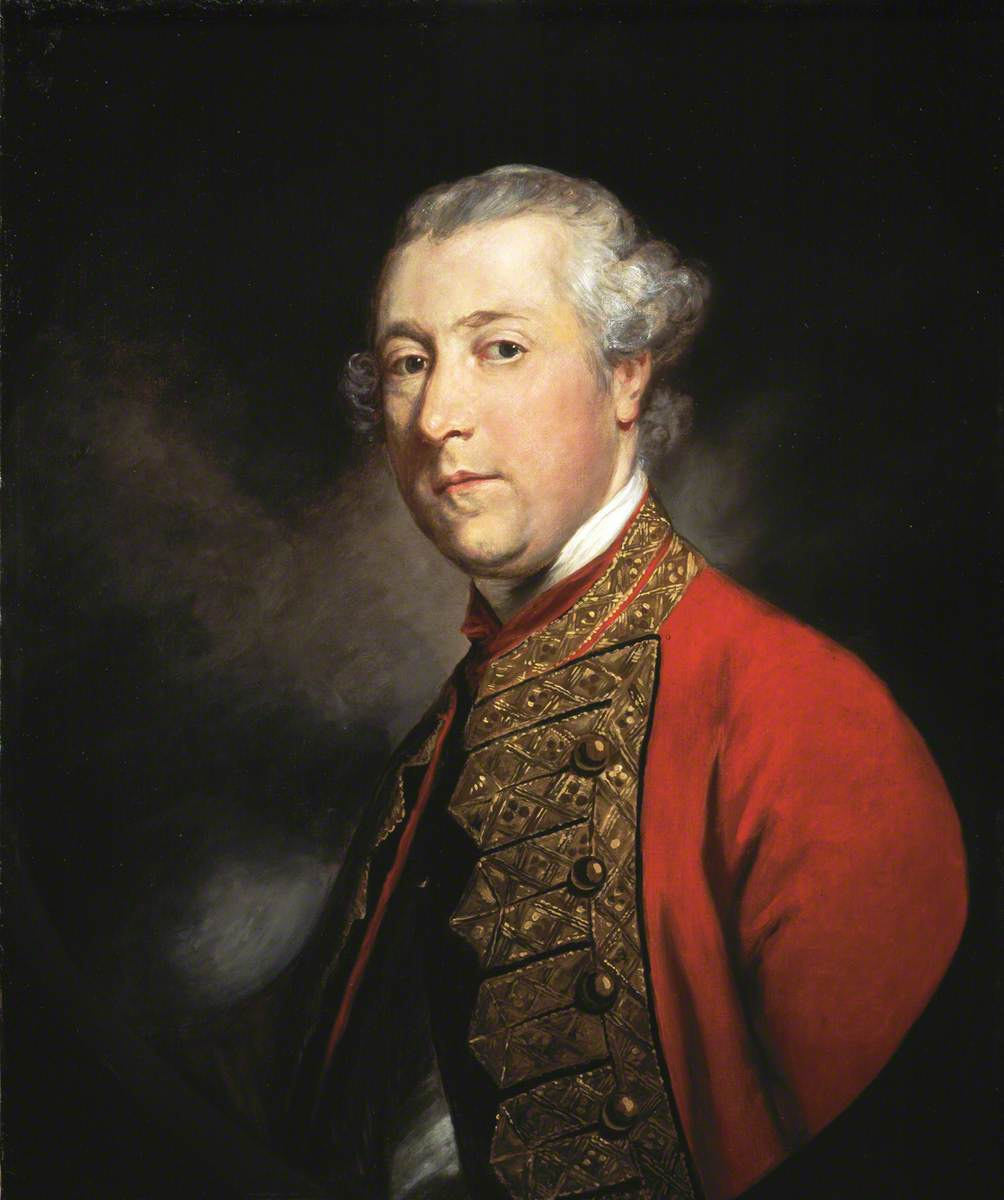
George Howard (als Generalleutnant)

Sir George Howard KB, PC (* 17. Juni 1718; † 16. Juli 1796 in London) war ein britischer Offizier und Politiker.

## Leben
Howard war der älteste Sohn des Lieutenant-General Thomas Howard (1684–1753) aus dessen Ehe mit Mary Moreton, Tochter des anglikanischen Bischofs von Meath, William Moreton. Er besuchte die Westminster School und das Christ Church College der Universität Oxford. Er hatte bereits 1724 nominal den Dienstposten eines Ensign des 24th Regiment of Foot erworben. 1736 nahm er den aktiven Militärdienst als Lieutenant des 24th Regiment of Foot auf. 1737 wurde er zum Captain befördert und 1739 wechselte er zum 3rd Regiment of Foot versetzt. Am 2. April 1744 wurde er zum Lieutenant-Colonel befördert und damit Kommandeur des 3rd Regiment of Foot.
Er führte sein Regiment erstmals im Mai 1745 während des Österreichischen Erbfolgekriegs in der Schlacht bei Fontenoy ins Gefecht. Anlässlich des Jakobitenaufstands wurde er mit seinem Regiment nach Großbritannien zurückbeordert und kämpfte unter dem Duke of Cumberland im Januar 1746 in der Schlacht bei Falkirk Muir sowie im April 1746 in der Schlacht von Culloden. Anschließend kehrte er auf den Kontinent zurück und kämpfte erneut im Erbfolgekrieg im Juli 1747 in der Schlacht bei Lauffeldt. Am 21. August 1749 wurde er zum Colonel befördert und folgte er seinem Vater als Colonel of the Regiment des 3rd Regiment of Foot. Anschließend nahm er im September 1757 am amphibischen Überfall auf Rochefort teil und wurde er am 24. Januar 1758 zum Major-General befördert. Während des Siebenjährigen Krieges kommandierte er von 1760 bis 1762 eine Brigade unter John Manners, Marquess of Granby, wurde am 14. März 1761 zum Lieutenant-General befördert und kämpfte unter anderem im Juli 1760 in der Schlacht bei Warburg. Nachdem am 15. Februar 1763 der Frieden von Hubertusburg geschlossen wurde, überreichte ihm Ferdinand von Braunschweig-Wolfenbüttel in Anerkennung seiner Verdienste einen mit Brillanten besetzen Prunkdegen (der sog. Hofdegen Herzog Ferdinands von Braunschweig-Lüneburg).
Howard wurde 1761 als Abgeordneter das Borough Lostwithiel in Cornwall ins britische House of Commons gewählt. Anfang 1763 wurde er als Knight Companion des Order of the Bath geadelt. Im August 1763 wurde er Colonel des 7th Regiment of Dragoons. Howard 1766 gab er seinen Parlamentssitz auf, um das Amt des Gouverneurs von Menorca anzunehmen. Dieses hatte er bis 1768 inne. Nach seiner Rückkehr nach Großbritannien wurde er im Februar 1768 Direktor des Royal Hospital Chelsea und im selben Jahr als Abgeordneter für das Borough Stamford in Lincolnshire erneut ins House of Commons gewählt und hatte dieses Mandat bis zu seinem Tod inne.
Am 6. September 1777 wurde Howard zum General befördert und im April 1779 zum Colonel der 1st (The King’s) Dragoon Guards ernannt. Am 18. Oktober 1793 wurde er zum Field Marshal befördert und im Juli 1795 zum Gouverneur von Jersey ernannt sowie ins Privy Council aufgenommen. Er starb am 16. Juli 1796 in seinem Haus am Grosvenor Square in London und wurde in Great Bookham in Surrey begraben.

## Familie
Am 16. Februar 1747 heiratete Howard in erster Ehe Lady Lucy Wentworth, eine Schwester und Coerbin des Thomas Wentworth, 1. Earl of Strafford. Um 1750 erwarb er das Anwesen Stoke Place in Buckinghamshire als Familiensitz und ließ dieses zwischen 1750 und 1770 um zwei Gebäudeflügel erweitern. Aus der Ehe hatte er eine Tochter, Anne Howard († 1784), die 1780 den General Richard Vyse (1746–1825) heiratete. Deren einziger Sohn Richard William Howard Vyse (1784–1853) wurde sein Generalerbe.
Nach dem Tod seiner ersten Gattin heiratete Howard in zweiter Ehe Elizabeth Beckford († 1791), die Witwe des Thomas Howard, 2. Earl of Effingham. Die Ehe blieb kinderlos.